# Lista monumentelor istorice din Târgu Neamț

Simbol utilizat în România pentru monumentele istorice

Lista monumentelor istorice din Târgu Neamț cuprinde monumentele istorice din Târgu Neamț înscrise în Patrimoniul cultural național al României. Lista completă este menținută și actualizată periodic de către Ministerul Culturii, Cultelor și Patrimoniului Național din România, ultima versiune datând din 2015.

| Cod LMI                             | Denumire                                                            | Localitate                                        | Localizare                                                                                 | Datare, Creatori           | Imagine               | Erori             |
| ----------------------------------- | ------------------------------------------------------------------- | ------------------------------------------------- | ------------------------------------------------------------------------------------------ | -------------------------- | --------------------- | ----------------- |
| NT-II-m-A-10707 (RAN: 121064.03.01) | Cetatea Neamțului                                                   | oraș Târgu Neamț                                  | Str. Aleea Cetății 1, pe dealul Cetății, pestânca Timuș, muntele Pleșu 47.21483°N 26.344°E | sec. XIV - XVII            | Alte imagini          | Raportează eroare |
| NT-II-m-B-10708                     | Casă                                                                | oraș Târgu Neamț                                  | Str. Mărășești 103                                                                         | sec. XIX                   | Încarcă foto \| video | Raportează eroare |
| NT-II-m-B-10709                     | Casă, azi Clubul elevilor                                           | oraș Târgu Neamț                                  | Str. Mărășești 107                                                                         | sec. XIX                   | Încarcă foto \| video | Raportează eroare |
| NT-II-m-B-10710                     | Biserica „Sf. Gheorghe”                                             | oraș Târgu Neamț                                  | Str. Progresului 2                                                                         | 1808                       | Încarcă foto \| video | Raportează eroare |
| NT-II-m-B-10711                     | Spital                                                              | oraș Târgu Neamț                                  | Str. Ștefan cel Mare 35                                                                    | 1852                       | Încarcă foto \| video | Raportează eroare |
| NT-II-m-B-10712                     | Școala Domnească, azi Muzeul de Istorie și Etnografie               | oraș Târgu Neamț                                  | Str. Ștefan cel Mare 37 47.20706°N 26.35837°E                                              | 1852                       | Încarcă foto \| video | Raportează eroare |
| NT-II-m-B-10713                     | Poșta veche, azi Biroul O. C.P.I                                    | oraș Târgu Neamț                                  | Str. Ștefan cel Mare 60                                                                    | sec. XIX                   | Încarcă foto \| video | Raportează eroare |
| NT-II-m-B-10714                     | Pretura, azi biblioteca orășenească                                 | oraș Târgu Neamț                                  | Str. Ștefan cel Mare 66                                                                    | sf. sec. XIX               | Încarcă foto \| video | Raportează eroare |
| NT-II-m-B-10715                     | Casă, azi fundația „Omenia”                                         | oraș Târgu Neamț                                  | Str. Ștefan cel Mare 72A                                                                   | cca. 1900                  | Încarcă foto \| video | Raportează eroare |
| NT-II-m-B-10716                     | Casa Cristescu                                                      | oraș Târgu Neamț                                  | Str. Ștefan cel Mare 79                                                                    | cca. 1900                  | Încarcă foto \| video | Raportează eroare |
| NT-II-m-B-10717                     | Casă                                                                | oraș Târgu Neamț                                  | Str. Ștefan cel Mare 85                                                                    | sf. sec. XIX               | Încarcă foto \| video | Raportează eroare |
| NT-II-m-B-10719                     | Gimnaziul Regina Maria, azi Club sportiv                            | oraș Târgu Neamț                                  | Str. Ștefan cel Mare 88                                                                    | 1918                       | Încarcă foto \| video | Raportează eroare |
| NT-II-a-B-10718                     | Centru istoric urban                                                | oraș Târgu Neamț                                  | Str. Ștefan cel Mare 60-79                                                                 | mijl. sec. XIX-înc. sec XX | Încarcă foto \| video | Raportează eroare |
| NT-III-m-B-10746                    | Monumentul Eroilor din primul război mondial (Vânătorilor de munte) | oraș Târgu Neamț                                  | Str. Aleea Vânătorilor de Munte 1, pe dealul Plăieșului                                    | 1939                       | Încarcă foto \| video | Raportează eroare |
| NT-IV-m-A-10763                     | Muzeu - casă memorială „Ion Creangă”                                | localitate componentă Humulești; oraș Târgu Neamț | Str. Creangă Ion 110 47.1976°N 26.3549°E                                                   | 1833                       | Alte imagini          | Raportează eroare |
| NT-IV-m-B-10769                     | Muzeu - casă memorială Veronica Micle                               | oraș Târgu Neamț                                  | Str. Ștefan cel Mare 30 47.20694°N 26.35815°E                                              | sec. XIX                   |                       | Raportează eroare |